# Roholmen
Roholmen är en del av en ö i Finland.   Den ligger i kommunen Kyrkslätt i landskapet Nyland, i den södra delen av landet, 17 km väster om huvudstaden Helsingfors.